# إيان هيوز
إيان هيوز (بالإنجليزية: Ian Hughes)‏ هو لاعب كرة قدم بريطاني في مركز الدفاع، ولد في 24 أغسطس 1961 في سندرلاند في المملكة المتحدة. لعب مع نادي بارنسلي.